# Just Cruisin'
Just Cruisin' is een nummer van de Amerikaanse rapper en acteur Will Smith uit 1997. Het is afkomstig van de soundtrack van de film Men in Black, waarin Smith een hoofdrol speelt. Tevens is het de tweede single van Smiths eerste soloalbum Big Willie Style.
Het nummer bevat een sample uit I'm Back for More van Al Johnson en Jean Carn. "Just Cruisin'" flopte in Amerika, maar werd in Europa wel een bescheiden hit. In de Nederlandse Top 40 bereikte het de 11e positie, terwijl het in Vlaanderen de 5e positie in de Tipparade bereikte.

## Tracklijst
- UK CD1

1. "Just Cruisin'" (original version) – 4:00
2. "Just Cruisin'" (Trackmasters Remix) – 4:11
3. "Just Cruisin'" (instrumental) – 3:59
4. "Big Willie Style" (Snippets) – 2:36

- UK CD2

1. "Just Cruisin'" (original version) – 4:00
2. "Big Willie Style" (album version) – 3:48
3. "It's All Good" (album version) – 4:11